# Station Les Clairières de Verneuil
Station Les Clairières de Verneuil is een van de twee spoorwegstations in de Franse gemeente Verneuil-sur-Seine. Het andere is station Vernouillet - Verneuil. Station Les Clairières de Verneuil is in mei 1974 geopend en ligt op kilometerpunt 37,025 van de spoorlijn Paris Saint-Lazare - Le Havre.
Het station wordt aangedaan door verschillende treinen van Transilien Lijn J:
- treinen tussen Paris Saint-Lazare en Mantes-la-Jolie over de zuidoever van de Seine
- treinen tussen Paris Saint-Lazare en Les Mureaux

Een op twee treinen stopt in de spits bij het station.

## Vorige en volgende stations
| Richting        | Vorig station | Lijn    | Volgend station        | Richting           |
| --------------- | ------------- | ------- | ---------------------- | ------------------ |
| Mantes-la-Jolie | Les Mureaux   | Trans J | Vernouillet - Verneuil | Paris Saint-Lazare |
| Les Mureaux     | Les Mureaux   | Trans J | Vernouillet - Verneuil | Paris Saint-Lazare |